# James Woods
Pour les articles homonymes, voir James Woods (ski acrobatique) et Woods.
James Woods est un acteur américain né le 18 avril 1947 à Vernal (Utah).

## Biographie

### Formation
James Woods est accepté initialement à l'Académie de l'US Air Force pour devenir pilote de chasse puis étudie les sciences politiques au Massachusetts Institute of Technology. Il abandonne son cursus en 1969 après sa licence pour entamer une carrière d'acteur.

### Carrière d'acteur
Il obtient son premier rôle à la télévision dans un épisode de Kojak en 1974.
Dans les années 1980 il joue notamment dans Vidéodrome (Videodrome) de David Cronenberg, Il était une fois en Amérique de Sergio Leone (il interprète Max, l'acolyte de Robert De Niro), Cop de James B. Harris, etc.
En 1995, il interprète le rôle du proxénète Lester Diamond dans Casino de Martin Scorsese. La même année, il obtient le rôle de H. R. Haldeman dans Nixon, un biopic sur l'ancien président, réalisé par Oliver Stone.
Il apparaît dans la série Les Simpson, dans lequel il joue son propre rôle (saison 5, épisode 13), ainsi que dans la série Les Griffin en tant que lui-même et ce dans cinq épisodes : La guerre des moutons (saison 4, épisode 11), Perdu de rue (saison 6, épisode 9), Un auteur est né (saison 8, épisode 15), Un dîner à mourir (saison 9, épisode 1) et Tom Tucker : Itinéraire d'un acteur raté (saison 10, épisode 13).
En 2004, il est la voix de Mike Toreno dans le jeu Grand Theft Auto: San Andreas.

#### Agence
Quentin Tarantino lui propose le rôle de M. Orange dans Reservoir Dogs, finalement tenu par Tim Roth. L'offre passe par son agence, qui était alors Creative Artists Agency ; l'agence, jugeant le cachet de 50 000 $ trop faible, refuse sans même consulter l'acteur. Quand Tarantino demandera plus tard à Woods pourquoi il a refusé le rôle, celui-ci, stupéfait d'apprendre cela, répond à Tarantino qu'il aurait joué gratuitement le rôle. Furieux, il change d'agence, signant un nouveau contrat avec International Creative Management.

### Famille et vie privée
Son frère, Michael Jeffrey Woods, meurt brutalement en juillet 2006 lors du tournage de la saison 1 de Shark.
En juillet 2013, alors âgé de 66 ans, et après une liaison de sept ans avec Ashley Madison, âgée de 26 ans, Woods se sépare de sa compagne.
Entre septembre et novembre 2017, trois actrices accusent Woods de comportements de prédation sexuelle,,.

### Fin de carrière
La même année, il annonce qu’il prend sa retraite d’acteur, accusant Hollywood de l’avoir blacklisté à cause de ses opinions politiques.

## Positions publiques
Démocrate jusqu'à l'affaire Lewinski en 1999, James Wood a ensuite rejoint le Parti républicain sur des positions de plus en plus conservatrices[réf. nécessaire].
Il a soutenu Israël dans le conflit israélo-libanais de 2006.
Lors de la campagne présidentielle de 2016, Woods a d'abord soutenu Carly Fiorina pour l'investiture républicaine, puis appuyé celle du sénateur Ted Cruz.
Il défend régulièrement ses positions sur Twitter, où son compte est suivi par plus de deux millions de personnes. Il a fait partie des accusateurs de George Soros, lui prêtant un passé de collaborateur du nazisme et diffusé des mèmes, comme une photo grossièrement manipulée d'une femme portant une pancarte sur laquelle était écrit « ma porte est ouverte aux réfugiés », transformée en « mes jambes sont ouvertes aux réfugiés ». Il choque l'opinion publique en publiant sur son réseau social en 2017 une photo des corps morts au sein du Bataclan, à la suite des attentats du 13 novembre 2015 en France.[réf. nécessaire] Il a pris publiquement position en faveur d’Israël depuis 2023.

## Filmographie

### Cinéma

#### Années 1970
- 1972 : Requiem pour des gangsters (Hickey & Boggs) de Robert Culp : Lt. Wyatt
- 1972 : Les Visiteurs (The Visitors) d'Elia Kazan : Bill Schmidt
- 1973 : Nos plus belles années (The Way We Were) de Sydney Pollack : Frankie McVeigh
- 1974 : Le Flambeur (The Gambler) de Karel Reisz: l'employé de banque malpoli
- 1975 : La Fugue (Night Moves) d'Arthur Penn : Quentin
- 1975 : Distance d'Anthony Lover : Larry
- 1976 : Alex ou la liberté (Alex and the Gipsy) de John Korty : Crainpool
- 1976 : The Billion Dollar Bubble de Brian Gibson : Art Lewis
- 1977 : Bande de flics (The Choirboys) de Robert Aldrich : Harold Bloomguard
- 1979 : Tueurs de flics (The Onion Field) d'Harold Becker : Gregory Powell

#### Années 1980
- 1980 : The Black Marble d'Harold Becker : le joueur de violon
- 1981 : L'Œil du témoin (Eyewitness) de Peter Yates : Aldo Mercer
- 1982 : Fast-Walking de James B. Harris : Fast-Walking
- 1982 : Split Image de Ted Kotcheff : Charles Pratt
- 1983 : Vidéodrome (Videodrome) de David Cronenberg : Max Renn
- 1984 : Il était une fois en Amérique (Once Upon a Time in America) de Sergio Leone : Maximilian 'Max' Bercovicz (adulte) / Sénateur Bealley
- 1984 : Contre toute attente (Against All Odds) de Taylor Hackford : Jake Wise
- 1985 : Joshua Then and Now de Ted Kotcheff : Joshua Shapiro
- 1985 : Cat's Eye de Lewis Teague : Richard "Dick" Morrison
- 1986 : Salvador d'Oliver Stone : Richard Boyle
- 1987 : Cop de James B. Harris : Lloyd Hopkins
- 1987 : Pacte avec un tueur (Best Seller) de John Flynn : Cleve
- 1988 : État de choc (The Boost) d'Harold Becker : Lenny Brown
- 1989 : Famille immédiate (Immediate Family) de Jonathan Kaplan : Michael Spector
- 1989 : Coupable Ressemblance (True Believer) de Joseph Ruben : Eddie Dodd

#### Années 1990
- 1991 : La Manière forte (The Hard Way) de John Badham : Lieutenant John Moss
- 1992 : Franc-Parler (Straight Talk) de Barnet Kellman : Jack Russell
- 1992 : La Nuit du défi (Diggstown) de Michael Ritchie : Gabriel Caine
- 1992 : Chaplin de Richard Attenborough : Joseph Scott
- 1994 : L'Expert (The Specialist) de Luis Llosa : Ned Trent
- 1994 : Curse for the Starving Class de J. Michael McClary : Weston Tate
- 1994 : Guet-apens (The Getaway) de Roger Donaldson : Jack Benyon
- 1995 : Casino de Martin Scorsese : Lester Diamond
- 1995 : Nixon d'Oliver Stone : H. R. Haldeman
- 1996 : Les Fantômes du passé (Ghosts of Mississippi) de Rob Reiner : Byron De La Beckwith
- 1996 : Un cur en balance (For Better or Worse) de Jason Alexander : Reggie Makeshift
- 1996 : Killer : Journal d'un assassin (Killer: A Journal of Murder) de Tim Metcalfe : Carl Panzram
- 1997 : Kicked in the Head de Matthew Harrison : Oncle Sam
- 1997 : Hercule (Hercules) de John Musker et Ron Clements : Hadès (voix)
- 1997 : Contact de Robert Zemeckis : Michael Kitz
- 1998 : Another Day in Paradise de Larry Clark : Mel
- 1998 : Vampires de John Carpenter : Jack Crow
- 1999 : Virgin Suicides de Sofia Coppola : Ronald Lisbon
- 1999 : Le Déshonneur d'Elisabeth Campbell (The General's Daughter) de Simon West : Robert Moore
- 1999 : L'Enfer du dimanche (Any Given Sunday) d'Oliver Stone : Dr Harvey Mandrake
- 1999 : Jugé coupable (True Crime) de Clint Eastwood : Alan Mann
- 1999 : Les Adversaires (Play It to the Bone) de Ron Shelton : un fan au premier rang

#### Années 2000
- 2001 : Final Fantasy : Les Créatures de l'esprit (Final Fantasy: The Spirits Within) de Hironobu Sakaguchi et Monotori Sakakibara : Général Hein (voix)
- 2001 : Scary Movie 2 de Keenen Ivory Wayans : Père McFeely
- 2001 : Mon copain Mac, héros des étoiles (Race to Space) de Sean McNamara : Wilheim Von Huber
- 2001 : La Cour de récré : Vive les vacances ! (Recess: School's Out) de Chuck Sheetz : Dr Philliam "Phil" Benedict (voix)
- 2002 : Écarts de conduite (Riding in Cars with Boys) de Penny Marshall : M. Leonard D'Onofrio
- 2002 : John Q de Nick Cassavetes : Dr Turner
- 2002 : Mickey, le club des méchants (Mickey's House of Villains) de Rick Schneider, Jamie Mitchell et Tony Craig : Hadès (voix)
- 2002 : Stuart Little 2 de Rob Minkoff : Le faucon diabolique (voix)
- 2002 : Little Warriors (documentaire) de Ash Baron-Cohen : narrateur
- 2003 : Northfork de Michael Polish : Walter O'Brien
- 2003 : This Girl's Life de Ash Baron-Cohen : Pops
- 2004 : Z Channel : Une Obsession Magnifique (Z Channel : a magnificent obsession) (documentaire) de Xan Cassavetes : lui-même
- 2004 : The Easter Egg Adventure de John Michael Williams : Grab Takit (voix)
- 2005 : Be Cool de F. Gary Gray : Tommy Athens
- 2005 : Pretty persuasion de Marcos Siega : Monsieur Joyce
- 2005 : Ark, le Dieu-Robot (Ark) de Kenny Hwang : Jallak
- 2007 : Les Rois de la glisse (Surf's Up) de Chris Buck et Ash Brannon : Reggie Belafonte (voix)
- 2008 : An American Carol de David Zucker : agent Grosslight
- 2008 : Roadside Romeo : Charlie Anna

#### Années 2010
- 2010 : La Ligue des justiciers : Conflit sur les deux Terres (Justice League: Crisis On Two Earths) de Sam Liu et Lauren Montgomery : Owlman (voix) (Direct-To-Video)
- 2011 : Chiens de paille (Straw Dogs) de Rod Lurie : Tom Heddon
- 2013 : Jobs de Joshua Michael Stern : Jack Dudman
- 2013 : White House Down de Roland Emmerich : agent Walker
- 2013 : Officer Down de Brian A Miller : capitaine Verona
- 2013 : Jamesy Boy de Trevor White : Lt Falton

#### Comme réalisateur
- 2002 : Falling in Love in Pongo Ponga

### Télévision

#### Téléfilms
- 1971 : All the Way Home : Andrew Lynch
- 1972 : Footsteps : un reporter
- 1972 : A Great American Tragedy (en) : Rick
- 1975 : Foster and Laurie : Walter the Addict
- 1976 : Raid sur Entebbe (Raid on Entebbe) : Capt. Sammy Berg
- 1976 : F. Scott Fitzgerald in Hollywood : Leonard (Lenny) Schoenfeld
- 1976 : The Disappearance of Aimee : Joseph Ryan
- 1978 : The Gift of Love : Alfred Browning
- 1979 : The Incredible Journey of Doctor Meg Laurel (en) : Sin Eater
- 1979 : Ton nom est Jonah (And Your Name Is Jonah de Richard Michaels : Danny Corelli
- 1985 : Badge of the Assassin : Robert K. Tannenbaum
- 1986 : Promise (en) : D.J.
- 1987 : L'Affaire du golfe du Tonkin (In Love and War) : James B. (Jim) Stockdale
- 1989 : Dans l'enfer de l'alcool (My Name Is Bill W.) : Bill Wilson
- 1990 : Women and Men: Stories of Seduction : Robert
- 1991 : The Boys : Walter Farmer
- 1992 : Citizen Cohn : Roy Marcus Cohn
- 1993 : Jane's House : Paul Clark
- 1994 : Next Door : Matt Coler
- 1995 : Le Silence des innocents (Indictment: The McMartin Trial) : Danny Davis
- 1996 : The Summer of Ben Tyler : Temple Rayburn
- 1999 : World's Deadliest Earthquakes : invité
- 1999 : Robbie le renne dans la grande course polaire (Robbie the Reindeer in Hooves of Fire) : narrateur
- 2000 : Dirty Pictures : Dennis Barrie
- 2002 : Legend of the Lost Tribe : narrateur / The Vikings (voix)
- 2003 : Rudy: The Rudy Giuliani Story : Rudolph (Rudy) Giuliani
- 2006 : Complot à la Maison-Blanche (End Game) : Vaughn Stevens
- 2011 : Too Big to Fail : Débâcle à Wall Street de Curtis Hanson : Richard Fuld
- 2013 : Mary et Martha : Deux mères courage (Mary and Martha) : Tom

#### Séries télévisées
- 1973 : Police Story : Lewis Packer (saison 4)
- 1974 : Kojak - Saison 1, épisode 13 (Death is not a passing Grade) : Caz Mayer
- 1975 : Les Rues de San Francisco (The Streets of San Francisco) : Doug (saison 4, épisode 8)
- 1975 : The Rookies (série télévisée) : Ted Ayres (saison 4, épisode 9)
- 1977 : Holocauste (Holocaust) : Karl Weiss (saison 1)
- 1979 : Young Maverick : Lem Fraker (saison 1)
- 1993 : Dream On : Dennis Youngblood (saison 4, épisode 1)
- 1993 : Fallen Angels : Mickey Cohen (saison 1, épisode 6)
- 1998 : Hercule (Hercules) : Hadès (voix) (saison 1)
- 2000 : Clerks (en) : Major Baklava
- 2001 : Tous en boîte (House of Mouse) (série d'animation) : Hadès (voix)
- 2002 : Napoleon : Pie VII
- 2003 : Odd Job Jack (série d'animation) : 	Manny Kowalski
- 2005 : Urgences (E.R.) : Dr Nate Lennox (saison 12, épisode 13)
- 2006 : Entourage : lui-même (saison 3, épisode 1)
- 2006-2008 : Shark : Sebastian Stark
- 2013 : Ray Donovan : Patrick Sullivan
- 2016-2018 : La Ligue des justiciers : Action : Lex Luthor

## Distinctions
Cette section récapitule les principales récompenses et nominations obtenues par James Woods. Pour une liste plus complète, consulter IMDb.

### Récompenses
- Golden Globes 1987 : Meilleur acteur dans une mini-série ou un téléfilm pour Promise (en) (1986).
- Primetime Emmy Awards 1987 : Meilleur acteur dans une mini-série ou un téléfilm pour Promise (en) (1986).
- Independent Spirit Awards 1987 : meilleur acteur pour Salvador
- Primetime Emmy Awards 1989 : Meilleur acteur dans une mini-série ou un téléfilm pour Dans l'enfer de l'alcool (My Name Is Bill W.) (1989).
- Festival international du film de Catalogne 1996 : meilleur acteur pour Killer : Journal d'un assassin
- Satellite Awards 1997 : meilleur acteur dans un film dramatique pour Killer : Journal d'un assassin
- Saturn Awards 1999 : meilleur acteur pour Vampires
- Daytime Emmy Awards 2000 : meilleur interprète dans un programme d'animation pour Hercule (1998).
- Satellite Awards 2001 : meilleur acteur dans une mini-série ou un téléfilm pour Dirty Pictures
- Satellite Awards 2004 : meilleur acteur dans une mini-série ou un téléfilm pour Rudy: The Rudy Giuliani Story

### Nominations
- Golden Globes 1980 : meilleur acteur dans un film dramatique pour Tueurs de flics
- Oscars 1987 : meilleur acteur pour Salvador
- Golden Globes 1988 : meilleur acteur dans une mini-série ou un téléfilm pour L'Affaire du golfe du Tonkin
- Independent Spirit Awards 1988 : meilleur acteur pour Pacte avec un tueur
- Independent Spirit Awards 1989 : meilleur acteur pour État de choc
- Golden Globes 1990 : meilleur acteur dans une mini-série ou un téléfilm pour My Name Is Bill W.
- Golden Globes 1993 : meilleur acteur dans une mini-série ou un téléfilm pour Citizen Cohn
- Emmy Awards 1993 : meilleur acteur dans une mini-série ou un téléfilm pour Citizen Cohn
- Emmy Awards 1995 : meilleur acteur dans une mini-série ou un téléfilm pour Le Silence des innocents
- Golden Globes 1996 : meilleur acteur dans une mini-série ou un téléfilm pour Le Silence des innocents
- Oscars 1997 : meilleur acteur dans un second rôle pour Les Fantômes du passé
- Golden Globes 1997 : meilleur acteur dans un second rôle pour Les Fantômes du passé
- Golden Globes 2001 : meilleur acteur dans une mini-série ou un téléfilm pour Dirty Pictures
- Screen Actors Guild Awards 2001 : meilleur acteur dans une mini-série ou un téléfilm pour Dirty Pictures
- Emmy Awards 2003 : meilleur acteur dans une mini-série ou un téléfilm pour Rudy: The Rudy Giuliani Story
- Emmy Awards 2006 : meilleur acteur invité dans une série dramatique pour un épisode de la série Urgences
- Satellite Awards 2007 : meilleur acteur dans une série télévisée dramatique pour Shark
- Emmy Awards 2011 : meilleur acteur dans un second rôle dans une mini-série ou un téléfilm pour Too Big to Fail : Débâcle à Wall Street
- Satellite Awards 2011 : meilleur acteur dans un second rôle dans une série télévisée, une mini-série ou un téléfilm pour Too Big to Fail : Débâcle à Wall Street
- Screen Actors Guild Awards 2012 : meilleur acteur dans une mini-série ou un téléfilm pour Too Big to Fail : Débâcle à Wall Street

## Voix françaises
En France, Guy Chapellier,,,, Hervé Bellon et Dominique Collignon-Maurin sont les voix françaises régulières de James Woods. Joël Martineau l'a également doublé à huit reprises.
Au Québec, il est régulièrement doublé par Jean-Luc Montminy.